# Alburnus selcuklui
Espèce
Alburnus selcuklui est un poisson d'eau douce de la famille des Cyprinidae.

## Répartition
Alburnus selcuklui est endémique de Turquie où cette espèce se rencontre dans la rivière Botan, affluent du Tigre dans l'est de l'Anatolie.

## Description
La taille maximale connue pour Alburnus selcuklui est de 116 mm.

## Étymologie
Son nom spécifique, selcuklui, lui a été donné en l'honneur des Seldjoukides.

## Publication originale
- Elp, Şen & Özuluğ, 2015 : Alburnus selcuklui, a new species of cyprinid fish from east Anatolia, Turkey (Teleostei: Cyprinidae). Turkish Journal of Fisheries and Aquatic Sciences, vol. 15, p. 181-186[4] (texte intégral).